# 203 Velorum
203 Velorum (J Velorum) é uma estrela na direção da Vela. Possui uma ascensão reta de 10h 20m 54.81s e uma declinação de −56° 02′ 35.6″. Sua magnitude aparente é igual a 4.50. Considerando sua distância de 1393 anos-luz em relação à Terra, sua magnitude absoluta é igual a −3.65. Pertence à classe espectral B3III.